# Rau má mơ bắc
Rau má Bắc Bộ (danh pháp: Hydrocotyle tonkinensis) là một loài thực vật có hoa trong Họ Cuồng. Loài này được Tardieu miêu tả khoa học đầu tiên năm 1967.